# Cantonul Châtillon-sur-Marne
Cantonul Châtillon-sur-Marne este un canton din arondismentul Reims, departamentul Marne, regiunea Champagne-Ardenne, Franța.

## Comune
- Anthenay
- Baslieux-sous-Châtillon
- Belval-sous-Châtillon
- Binson-et-Orquigny
- Champlat-et-Boujacourt
- Châtillon-sur-Marne (reședință)
- Courtagnon
- Cuchery
- Cuisles
- Jonquery
- Nanteuil-la-Forêt
- La Neuville-aux-Larris
- Olizy
- Passy-Grigny
- Pourcy
- Reuil
- Sainte-Gemme
- Vandières
- Villers-sous-Châtillon